# Maboula Soumahoro
Pour les articles homonymes, voir Soumahoro.
Maboula Soumahoro, née le 3 février 1976 à Paris, est une angliciste franco-ivoirienne. Maître de conférences en civilisation américaine à l'université de Tours, elle inscrit son champ de recherche dans le cadre des « French diaspora studies ». Elle travaille notamment sur les diasporas africaines aux États-Unis et est engagée dans les causes antiraciste et afroféministe.

## Biographie

### Origine familiale et jeunesse
Maboula Soumahoro naît dans une famille dioula ivoirienne,. Ses parents sont arrivés de Côte d’Ivoire à la fin des années 1960 pour étudier et travailler en France.
Elle grandit dans un quartier populaire du Kremlin-Bicêtre, dans une fratrie de six frères et sœurs, élevée par sa mère célibataire. S'identifiant d'abord comme ivoirienne, sa découverte de la culture afro-américaine et ses affinités avec ses camarades des Antilles et d'Afrique lui fait choisir une autonomination noire.

### Études
Elle fait des études d'anglais, d'abord à l'université de Créteil, où elle passe quatre ans. En 1999, elle y obtient une maîtrise, son mémoire s'intitulant The Creation of the State of Liberia.
Elle part ensuite à l'université de Jussieu, mais fait aussi plusieurs séjours aux États-Unis, où elle étudie à l'université Columbia à New York ; elle y est d'ailleurs recrutée comme chercheuse invitée (2002, 2003) et comme enseignante (2008-2009). Lors de son échange universitaire aux États-Unis, elle prend conscience de son attachement à la France et à Paris, alors qu'elle pensait jusqu'alors que son origine ivoirienne signifiait qu'elle devait forcément un jour retourner en Côte d'Ivoire.
Son premier DEA, qui porte sur le nationalisme noir, est retoqué, car accusé d'être raciste et communautariste. Elle change d'université pour le soutenir. Elle s'inscrit en doctorat à l'université François-Rabelais de Tours, sous la direction de la professeure Claudine Raynaud. En 2008, elle soutient sa thèse intitulée La couleur de Dieu ? Regards croisés sur Nation of Islam et le Rastafarisme, 1930-1950. Elle hésite à s'installer de nouveau aux États-Unis, avant de retourner en France.
Vers cette période, elle est également reçue au CAPES d'anglais avant d'être nommée maître de conférences à l'université de Tours.

## Recherches
Son travail porte sur l'immigration, l'identité, la double culture et la double appartenance, la race, la domination et la résistance, notamment afro-américaine. Ses expériences aux États-Unis lui font réaliser son appartenance à la diaspora noire et modifier l'orientation de ses recherches, pour les concentrer sur cette diaspora.
En 2013, elle est nommée par le Premier ministre Jean-Marc Ayrault membre du Comité national pour la mémoire et l'histoire de l'esclavage. Elle est aussi membre du laboratoire Interactions Culturelles et Discursives ainsi que du Cercle d’Études Afro-Américaines et de la Diaspora.

### Le Triangle et l'Hexagone
En 2020, elle publie Le Triangle et l’Hexagone, dans lequel elle s'intéresse à « l'identité noire en France ». L'ouvrage qui se situe entre l'essai et l'autobiographie, est le récit d’une chercheuse qui déclare vouloir remettre en question « la distance dite critique et l’illusion de l’objectivité scientifique », faisant d’elle-même son propre objet d’étude. Le choix de l'autobiographie lui permet d'exprimer sa difficulté d'être une chercheuse noire, en particulier travaillant sur la culture noire et plus largement d'explorer sa socialisation de femme noire.

#### Fardeau racial
Elle théorise dans cet ouvrage le concept de charge raciale, qui est « ce à quoi toute personne qui n’est pas blanche doit faire face quotidiennement dans des sociétés qui ne sont pas conçues pour l’inclure, et dans lesquelles elle est constamment confrontée à la discrimination » ; qui débouche sur la « tâche épuisante d’expliquer, de traduire, de rendre intelligibles les situations violentes, discriminantes ou racistes, tout en ne dérangeant pas le groupe dominant et en ne l’embarrassant pas de sa subalternité ».
En 2025, alors que le Parlement européen avait prévu d'inviter Maboula Soumahoro, en tant qu'universitaire et antiraciste, à un événement interne, une table ronde prévue le 21 novembre, organisée par le Parlement, pour la Journée internationale pour l'élimination de la discrimination raciale de l'ONU (selon l'e-mail envoyé au personnel de l'institution par l' Unité chargée de l'égalité, de l'inclusion et de la diversité, il s'agissait d'un temps permettant d'explorer des « solutions pour promouvoir l'égalité et l'inclusion au travail ». Sur le réseau social X, le vendredi 15 novembre, Marion Maréchal (du groupe Conservateurs et réformistes européens, ECR), a jugé cette « conférence scandaleuse », suivie par Mathilde Androuët. L'événement a été annulé en moins de 24 heures, et « repoussé à une date ultérieure » non précisée, et l'extrême droite a revendiqué ce report comme une « première victoire »[source insuffisante]. Ces deux eurodéputées ont accusé Soumahoro de racisme anti-blanc, d'idées radicales (comme le concept de « charge raciale » et la notion de « privilège blanc »), et d'avoir près de 10 ans plus tôt (en 2016) participé à camp d’été, prétendument[réf. nécessaire] raciste (consacré au décolonialisme et destiné à des personnes ayant été personnellement confrontées au racisme), ce qui qui selon M. Androuët et M. Maréchal, ferait douter de son expertise.
Ces accusations ont été réfutées[réf. nécessaire] par Soumahoro qui voit dans cette attaque une « violation » de ses arguments intellectuels et une distorsion du sens même du racisme. Des médias (comme The Guardian, Mediapart, Le Monde[réf. nécessaire] et Politis[source insuffisante], notamment) également. Une coalition de soutien s'est mobilisée avec d'autres universitaires, des artistes et citoyennes européennes (dont des personnalités comme Audrey Célestine, Myriam Cottias, Alice Diop, Penda Diouf, Eva Doumbia, Nadia Yala Kisukidi, Grace Ly et Mame-Fatou Niang, Tara Dickman...) qui ont envoyé une lettre ouverte au Parlement européen. Plus de 80 000 personnes ont signé une pétition lancée par WeMoveEurope.[source insuffisante]

#### Réception
Séverine Kodjo-Grandvaux du Monde, tout en reconnaissant que l'ouvrage « est riche d’enseignements et amène à réflexion sur le processus de racialisation », dit « regretter parfois une argumentation fragile, des formules provocatrices ou un manque d’explicitations pour qui ne connaît pas dans le détail les événements évoqués », par exemple lorsque Maboula Soumahoro « affirme sans autre explication qu’en France, pour les hommes musulmans "qui portent trop grande atteinte à la sûreté de l’État, la peine de mort est presque automatiquement prononcée en dehors de tout tribunal" ».
Géraldine Mosna-Savoye se demande quant à elle : « Maboula Soumahoro a-t-elle voulu être juste du côté de l'anecdote ? Ça, c'est un peu la limite. Non, on voit bien qu'il y a quelque chose qui, en creux, se dessine très fort : c'est le rapport à l'autre ».
Pour Joseph Confavreux, « c'est un livre sérieux qui a même des moments assez drôles (...), qui ne s'interdit pas l'ironie et la légèreté. On est sur des questions très personnelles, très dures parfois, et des questions très politiques. Mais il y a un ton qui parfois tombe très juste ».

## Résidences
En 2022, elle obtient une bourse de 25 000 euros de la Villa Albertine pour réaliser un séjour de recherche à Atlanta ; s'il s'agit pour elle d'approfondir sa compréhension des États-Unis en y intégrant une dimension Nord/Sud.

## Engagements et militantisme
Se définissant un temps comme « afropéenne », elle défend l'usage de ce terme qui permet de révéler « une réalité aujourd’hui souvent invisibilisée », avant de s'en distancier. Elle défend un antiracisme incarné par les personnes racisées elles-mêmes et non pas par les personnes blanches. En particulier, elle s'inscrit en opposition à l'universalisme français, qu'elle juge incapable de rendre compte de certaines appartenances culturelles. Elle s'inscrit dans une approche intersectionnelle, soulignant l'importance de ne pas s'arrêter à l'identité noire pour prendre aussi en compte les oppressions liées au sexe, au genre, au handicap, ou à la religion.
En 2016, elle participe au camp d'été décolonial organisé par Fania Noël et Sihame Assbague. Elle fait une brève apparition l'année suivante dans le film afroféministe Ouvrir la voix réalisé par Amandine Gay. Elle soutient le collectif Mwasi et est proche du comité Adama Traoré. Elle signe en 2016, une tribune en soutien de Houria Bouteldja, dénonçant un « lynchage médiatique » démesuré et appelant à se limiter à des critiques de fond.
Elle est très critique du mouvement antiraciste porté par SOS Racisme, qui a selon elle occulté la question du racisme systémique. Elle dénonce l'invisibilisation, d'après elle, des cultures noires, citant en exemple, la révolution haïtienne, exclue selon elle du panthéon des grandes révolutions qui ne retiendrait que l'américaine et la française.

### Black History Month
En 2012, elle co-fonde l'association Black History Month — dont elle est présidente —, qui organise les Journées Africana dont le but est de promouvoir « la connaissance et la passion pour les mondes noirs ». Avec l’association, elle défend la nécessité de valoriser l'histoire des Noirs de France et de « mettre la République française face à la réalité de son histoire ». Selon elle, un festival consacré à «l'histoire noire» permet de faire exister « une offre culturelle qui propose de faire découvrir des sujets peu connus. » Le festival est reproduit chaque année jusqu'en 2016.

## Scénariste
En 2024, elle est sollicitée par Cédric Ido et Antoine Chevrollier pour participer à l'adaptation en série télévisée de Ségou de Maryse Condé.

## Influences
Elle cite comme source d'influence la culture hip-hop, qu'elle crédite d'avoir été la première à briser le silence concernant le racisme en France. Elle cite en particulier la pochette de Le combat continue, montrant la main de Kerry James serrant le drapeau français

## Positions
Selon Franc-Tireur, Soumahoro se définit comme féministe et antiraciste, mais plusieurs de ses associations et actions sont contestées pour leurs liens avec des groupes accusés de racialisme. Par exemple, elle a été critiquée son implication dans des activités du collectif afro-féministe Mwasi, qui organise des réunions non mixtes, excluant certaines femmes sur la base de leur origine ethnique. Elle a été critiquée pour sa proximité avec Taha Bouhafs, militant condamné pour injure raciste, ce qui a alimenté la controverse autour de ses engagements
Dans son ouvrage Le Triangle et l’Hexagone, elle déclare ne pas être attachée à la France, une position qui, selon ses détracteurs, pourrait être perçue comme une remise en question des honneurs et distinctions qu’elle a reçus, comme sa nomination au Comité national pour la mémoire et l'histoire de l'esclavage, puis son éviction en 2014.
Dans sa thèse de 2008, La couleur de Dieu ?, Soumahoro aborde des mouvements racialistes et suprémacistes noirs, ce qui a été interprété par certains  comme une justification implicite de théories racialiste. Par exemple, elle exprime de l'admiration pour Marcus Garvey, un militant qui a défendu la « pureté de la race noire » et qui a entretenu des liens avec des groupes racistes comme le Ku Klux Klan, sans commenter la gravité de ces rapprochements. Sa position sur la Nation of Islam, une organisation critiquée pour son antisémitisme et son rejet du métissage, est également source de polémique à propos d'un biais racialiste. En 2016, lors d'une émission télévisée, elle déclare que « l'homme blanc ne peut pas incarner l'antiracisme » et qu'il ne peut « avoir raison contre une femme noire ou une Arabe »

## Publications
- Le Triangle et l'Hexagone : Réflexions sur une identité noire, La Découverte, 2020, 160 p. (ISBN 978-2-348-04195-2, lire en ligne). Black is the Journey, Africana the Name (trad. Kaiama L. Glover), Cambridge, Polity Press, 2022, 140 p. (ISBN 978-1509548330, lire en ligne)
- MADAM, Manuel d'auto-défense à méditer, dir. Hélène Soulié, collection Écriture de spectacle, deuxième époque, 2023.[réf. souhaitée]

### Participations
- [Postface] C.L.R. James, Sur la question noire aux États-Unis (1935-1948), Syllepse, 2017  (ISBN 978-2849503607)
- « Story, History, Discourse: Maryse Condé’s Segu and Afrodiasporic Historical Narration », dans Mia E. Bay, Farah J. Griffin, Martha S. Jones, et Barbara D. Savage (dir.), Toward an Intellectual History of Black Women, Chapel Hill, University of North Carolina Press (ISBN 9781469623108, lire en ligne), p. 178-194
- « Nous sommes cinq », dans Chloé Delaume, Sororité, Paris, Points, 2021, 191 p. (ISBN 2757888943, lire en ligne)

### Traduction
Saidiya Hartman, À perte de mère - Sur les routes atlantiques de l'esclavage, Brook, 2023, 428 p.  (ISBN 978-2-9568700-5-0), traduction et préface À vingt-mille lieues de la mère de Maboula Soumahoro.

## Œuvres
- Ceci n’est pas un oxymore : les orbes triangulaires de Julien Creuzet, 2021 Impression sur toile contrecollée au mur, créée par Julien Creuzet, texte de Maboula Soumahoro [44]